# Screening (printer)
Screening, ook wel rasteren genoemd, is het omzetten van een afbeelding die mogelijk miljoenen kleuren bevat in een afbeelding die opgebouwd is uit alleen maar inktkleuren die de printer bevat. Door het naast en op elkaar plaatsen van deze inktkleuren wordt voor het menselijk oog de gewenste kleur benaderd.
Traditioneel werken printers met CMYK-inkten, maar meer en meer zijn er extra steunkleuren (zoals licht cyaan en licht magenta in inkjetprinters). Veelal kunnen printers een puntje (dot) printen of niet (binair: aan of uit). Nieuwe printtechnologieën zijn echter in staat de grootte van dit puntje te variëren. Deze extra steunkleuren en variabele dotgrootte maken het rasteren wel wat complexer maar de basisprincipes blijven.
In een eerste stap moet een beeld omgezet/gesepareerd worden in CMYK. Dit beeld bevat echter nog altijd 255 verschillende intensiteiten (grijswaarden genoemd) van zowel cyaan, magenta, geel en zwart. Om die grijswaarden te simuleren op een binaire (aan/uit) printer gebruikt men verschillende methoden.

## Halftone screening
In de meest conventionele halftone screening-methode, bouwt men een 'pixel' op uit verschillende dots. Bijvoorbeeld: een pixel van 6x6 dots op een 300dpi-printer heeft een lijnfrequentie van 50 ppi (pixels per inch). Dit levert dus een vrij grof raster op. Dit soort raster, dat duidelijk te zien in foto's in kranten, is dus niet de resolutie van de printer maar de resolutie van het raster. Deze pixel kan 6x6 = 36 verschillende grijswaarden genereren. Al naargelang de manier waarop de pixel groter wordt bij een stijgende waarde van de grijstint kan men een vorm definiëren. De cirkelvorm lijkt het meest logisch maar daar een pixel vierkant is, is dit toch niet evident. Er bestaan tientallen mathematische manieren om de pixelvorm te definiëren: cirkel, ellips, punt, vierkant, lijn, diamant, … Een groot nadeel van deze methode is de vorming van Moiré door de repetitieve pixels. Om dit te vermijden gaat men de rastering van de verschillende kleuren onder een andere hoek uitrekenen. Daar deze methode gebruikmaakt van groter wordende pixels spreekt men hier van een Amplitude Modulerende (AM) methode.

## Stochastic screening
In een tweede methode, stochastic screening, werkt men nog steeds met een vast patroon maar nu gaat men de dots niet meer clusteren tot pixels maar de dots zo veel mogelijk spreiden. Men spreekt hier dan over een frequentie modulatie (FM). 

## Error diffusion
Bij inkjetprinters is de error diffusion-methode enorm populair. Men maakt geen gebruik van een mathematische verdeling (AM of FM). Men gaat de fout (te veel of te weinig inkt) die men op de ene dot maakt verdelen over de naburige dots. Hierdoor zijn deze afdrukken meestal niet zo scherp, maar het willekeurig raster lijkt fijner voor het menselijk oog. Daar deze methode soms ‘artifacts’ (ongewilde vormen) oplevert heeft men veel varianten op deze methode om deze artifacts te weren.

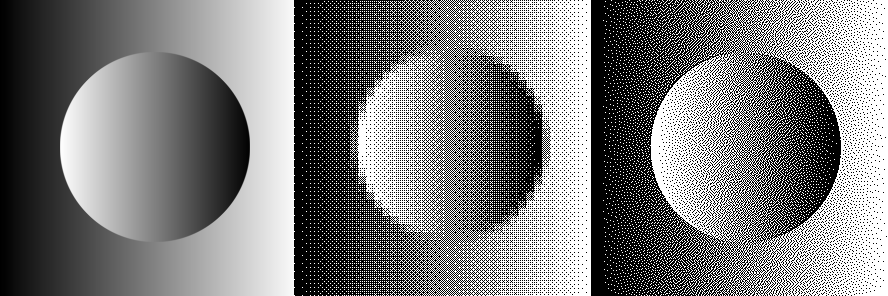
Afbeelding met halftone screen en een error diffusion algoritme